# Søren og musene
|  | Denne artikel er oprettet af botten Steenthbot ud fra en ekstern database. Den kan derfor have sproglige fejl eller mangler. Denne skabelon kan fjernes efter kontrol af indholdet. |

Søren og musene er en dansk kortfilm fra 1960 instrueret af Erik R. Knudsen efter eget manuskript.

## Handling
Søren fanger et par mus levende i en fælde, men de vej tilbage til spisekammeret.